# Команда locate (Јуникс)
locate је Јуниксова команда која служи за проналажење фајлова у фајл систему. Она претражује по већ креираној бази података, генерисаној командом updatedb или позадинским процесом у рачунару, која је том приликом зипована користећи постепено кодирање.Значајно брже ради од наредбе find, али захтева стално освежавање базе података. Овим се жртвује укупна ефикасност (јер се освежавање базе подацима из фајл система врши и када кориснику није потребно) и апсолутна прецизност (јер се база података не освежава у реалном времену) ради значајног унапређења у убрзању претежно на великим фајл системима.
Команда locate је први пут креирана 1982. године. Верзије BSD и ГНУ алати за претраживање су изведене из првобитне. Примарна база података је била све-читљива па су индекси били креирани од стране непривилегованих корисника. Команда locate је такође део оперативног система Mac OS.
Команда mlocate (Merging Locate) и ранија slocate (Secure Locate) користе ограничен приступ бази података, приказујући само имена фајлова доступна кориснику.